# KPOP (FM)
KPOP (94.3 FM) é uma estação de rádio licenciada para servir a comunidade de Hartshorne, Oklahoma. A estação é de propriedade da Heartbeat Oklahoma LLC. Ele exibe um formato cristão contemporâneo. 

A estação recebeu as cartas de chamada KPOP pela Federal Communications Commission em 14 de agosto de 2015.